# Hirschthal
Hirschthal é uma comuna da Suíça, no Cantão Argóvia, com cerca de 1.287 habitantes. Estende-se por uma área de 3,53 km², de densidade populacional de 365 hab/km². Confina com as seguintes comunas: Holziken, Muhen, Schöftland, Unterkulm.
A língua oficial nesta comuna é o Alemão.